# Pește cu cartofi pai

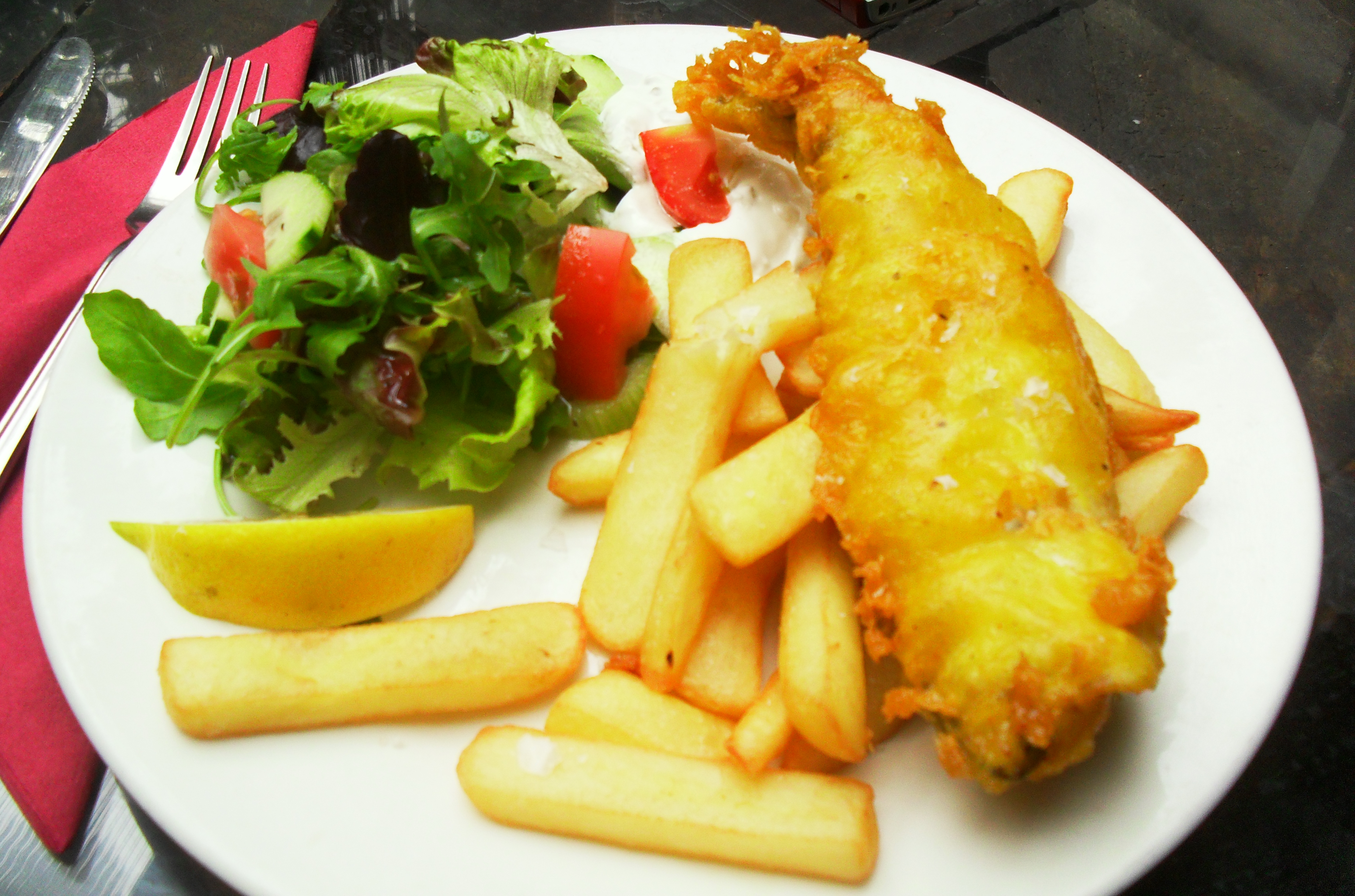
Fish ’n’ Chips

Peștele cu cartofi pai sau peștele cu cartofi prăjiți (en. Fish and Chips, colocvial Fish ’n’ Chips) este un fel de mâncare din fileu de pește, prăjit în friteoză (Fish) și cartofi prăjiți, de asemenea în friteoză (Chips). Ea este considerată, neoficial, ca o mâncare britanică tradițională și este până astăzi parte componentă a bucătăriei engleze și scoțiene și a culturii culinare, chiar dacă a pierdut din popularitate în ultimii ani. Chips sunt varianta britanică a cartofilor prăjiți.

## Fish

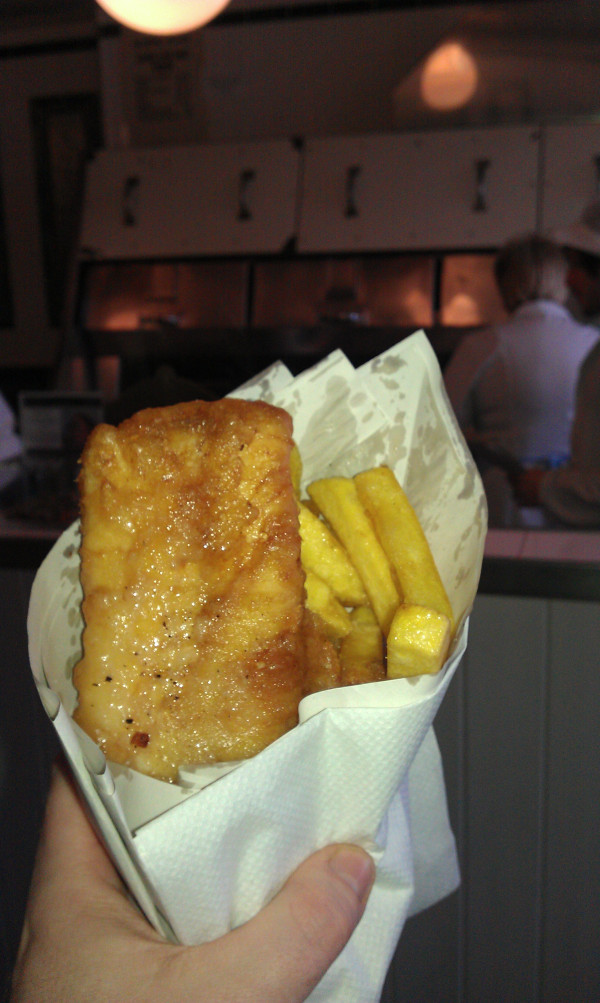

Pe lista de preparare a  Fish ’n’ Chips, stă în primul rând, în mod tradițional, Gadus morhua (cod). Adecvați sunt și mulți pești cu carne albă, cum ar fi eglefin (haddock), pollachius virens (pollock), merlan (whiting) sau cambula (plaice). În multe magazine Fish-’n’-Chips, clienții pot alege din mai multe variante.
La prepararea aluatului se amestecă făină si un pic de bicarbonat de sodiu, ca adaos, tipul de bere engleză ale de culoare brun închis, până când aluatul rezultat prezintă o consistență puțin mai groasă decât aluatul de clătite. Peștele fără oase este apoi tăiat în fâșii groase de doi până la trei centimetri, care stropit cu un pic de amidon de porumb va fi apoi dat prin aluatul preparat. La 190 de grade Celsius, peștele este apoi prăjit timp de aproximativ două minute, în ulei vegetal, până când prinde o culoare maro auriu, dar în interior este încă suculent. Bucățile mici de aluat, care plutesc în ulei, sunt servite, uneori, ca un supliment.
În Irlanda, este cunoscută o variantă de cod afumat, care este considerată o delicatesă locală.